# كازوكي كوباياشي
كازوكي كوباياشي (باليابانية: 小林一貴؛ بالكانا: コバヤシ カズキ) هو لاعب كرة قدم ياباني في مركز الدفاع، ولد في 6 سبتمبر 1989 في ناغاوكا في اليابان. لعب مع Nagaoka Billboard FC ‏.

## وصلات خارجية
- كازوكي كوباياشي على موقع قاعدة بيانات كرة القدم.إي يو (الإنجليزية)